# Dave King
Dave King (Limerick, Irlanda 11 de diciembre de 1961) es el vocalista, escritor primario y autor de la banda punk irlandés-estadounidense Flogging Molly. Reside actualmente en Los Ángeles.

## Vida personal
Dave King creció en un vecindario de Dublín conocido como Beggar's Bush (en inglés) cerca de unos cuarteles Británicos en una pequeña cabaña de 2 cuartos. A la edad de 6 o 7 sus padres le compraron una guitarra.
Cuando Dave tenía 10 años, su padre falleció. King ha dicho que la muerte de su padre fue el evento más traumático de su vida.
Luego de emigrar a Estados Unidos, había estado sin la Tarjeta de residente Americano por ocho años, haciéndolo incapaz de visitar su casa. Esta separación a la fuerza de su tierra madre ha sido exclamada por algunos como contribuyente a las muchas canciones de Flogging Molly.

## Carrera
Antes de formar Flogging Molly, Dave King era el vocalista de Fastway, una banda de heavy metal formada en 1982 y que continuó con varios cambios de personal, presentando al guitarrista Eddie Clarke, quien había sido miembro de Motörhead entre 1976 y 1982 y al exbaterista de Humble Pie, Jerry Shirley. Grabaraon sus primeros 4 discos con Dave como vocalista, así como en vivo. Los trabajos más significativos que realizó para Fastway fueron los discos "Fastway" de 1983, y "All Fired Up" en 1984. Luego de disolver Fastway (Eddie continuó con el nombre con nuevos miembros) King formó Katmandú con Mandy Meyer (miembro anterior de la banda Krokus), quien lanzó un auto-titulado álbum, hizo un par de éxitos de menor importancia pero se disolvió más adelante. Dave King mantenía un contrato con Epic records, que querían que el cantara para de The Jeff Beck Group, pero él declinó. Él empezó a trabajar en un nuevo material con un sonido Irlandés distintivo, pero todavía conservando su dureza, un estilo musical fuerte y rápido. Él pidió ser dejado fuera de su contrato con Epic porque "no sabrían que hacer con su nueva música de cualquier forma..". Desde entonces Dave King ha tenido mayor éxito con Flogging Molly, alcanzando una posición pico en el número #20 del top 200 de la lista de Billboard y el #1 en la lista Indie de Billboard.
- Datos: Q936186
- Multimedia: Dave King / Q936186